# Zuzana Žirková
Zuzana Žirková (ur. 6 czerwca 1980 w Bojnicach) – słowacka koszykarka, występująca na pozycji rzucającej, reprezentantka kraju, po zakończeniu kariery zawodniczej trenerka koszykówki.

## Osiągnięcia
Na podstawie, o ile nie zaznaczono inaczej.

### Drużynowe
- Mistrzyni:
  - Euroligi (1999, 2000, 2006)
  - Europejskiej Ligi Koszykówki Kobiet (2017, 2018)[3][4]
  - Słowacji (1999, 2000, 2012–2018)[5][6][7][8][9][10]
  - Węgier (2002)
  - Czech (2003–2008, 2010)[11][12][13][14]
- Wicemistrzyni:
  - Euroligi (2005, 2008)
  - Węgier (2001)
  - Czech (2009, 2011)[15]
- 3. miejsce w Eurolidze (2003)
- 4. miejsce w Eurolidze (2004, 2013)
- Zdobywczyni pucharu:
  - Słowacji (1998, 2012–2016, 2018)[5][6][7][8][9][10]
  - Czech (2003–2009)[12]
- Finalistka pucharu:
  - Słowacji (2017)
  - Węgier (2001, 2002)
  - Czech (2010, 2011)
- Uczestniczka międzynarodowych rozgrywek:
  - Euroligi (2000–2011, 2013–2016)
  - Eurocup (2015–2018)

### Indywidualne
(* – nagrody przyznane przez portal eurobasket.com)
- Słowacka koszykarka roku (2003, 2005, 2007–2010, 2014, 2015)[16]
- MVP:
  - Europejskiej Ligi Koszykówki Kobiet (2017, 2018)[3][4]
  - finałów ligi słowackiej (2017)*[9]
- Zaliczona do*:
  - I składu:
    - ligi:
      - słowackiej (2015, 2018)[7][10]
      - czeskiej (2007)[12]

    - zawodniczek:
      - krajowych ligi słowackiej (2014, 2015, 2018)[6][7][10]
      - zagranicznych ligi czeskiej (2007)[12]

  - II składu ligi słowackiej (2014)[6]
  - honorable mention ligi:
    - słowackiej (2016)[8]
    - czeskiej (2009)[15]
- Liderka ligi czeskiej w asystach (2007 – 4,8)[12]

### Reprezentacja

#### Seniorska
- Uczestniczka:
  - igrzysk olimpijskich (2000 – 7. miejsce)[17][18]
  - mistrzostw:
    - świata (1998 – 8. miejsce)
    - Europy (1999 – 4. miejsce, 2001 – 8. miejsce, 2003 – 7. miejsce, 2009 – 8. miejsce, 2015 – 7. miejsce, 2017 – 16. miejsce)

  - kwalifikacji do Eurobasketu (2001, 2003, 2005, 2007, 2009, 2015, 2017)

#### Młodzieżowe
- Wicemistrzyni mistrzostw Europy U–18 (1998)
- Brązowa medalistka mistrzostw świata U–19 (1997)
- Uczestniczka mistrzostw Europy:
  - U–20 (2000 – 8. miejsce)
  - U–16 (1995 – 10. miejsce)
- Liderka strzelczyń Eurobasketu U–20 (2000 – 23,2)[19]

### Trenerskie
- Brąz mistrzostw Słowacji (2020)